# Parisienne (stéréotype)
Pour les articles homonymes, voir La Parisienne.
La Parisienne est un stéréotype féminin essentialisant les habitantes de la ville de Paris dans leur attitude ; cette dernière est décrite ainsi dès 1883 :  « La Parisienne passe, fine et fière, tenant d'une main l'ombrelle légère et de l'autre l'éventail indispensable pour donner de la fraîcheur et parfois aussi… une contenance. »

## Présentation

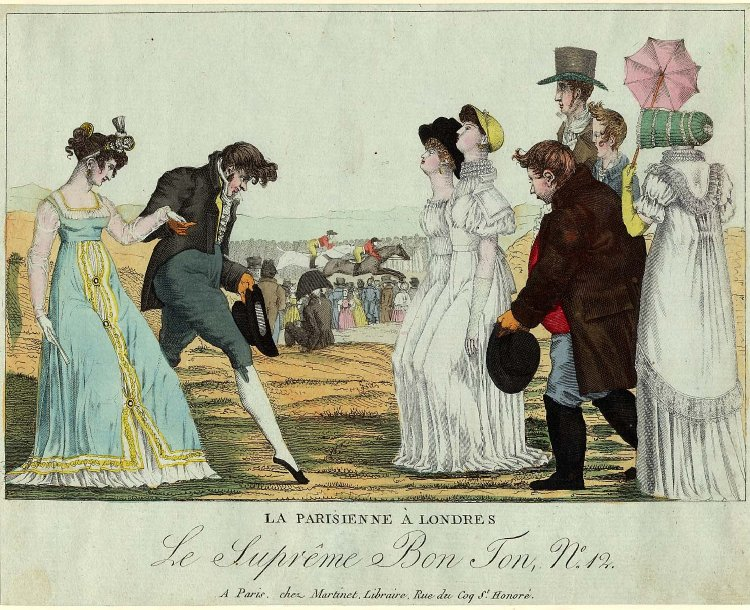
« La Parisienne à Londres », caricature publiée dans Le Suprême Bon Ton, n° 12, début du XIXe siècle.

Figure composée en miroir de la provinciale, elle apparaît à la fin du XVIIIe siècle mais est construite sous la monarchie de Juillet qui voit la presse et la littérature bon marché créer des stéréotypes sujets de moquerie et de dédain, et le monde du travail bouleversé par la révolution industrielle, d'où une remise en cause de son analyse sociologique et le besoin de définir des figures lisibles. 
Figure de l'élégance et de l'esprit français depuis longtemps qui se distingue en outre par un indéfinissable je ne sais quoi, elle a été célébrée par les écrivains (comme Théodore de Banville), les peintres, les illustrateurs (comme Gruau, Kiraz surtout, ou plus récemment Margaux Motin), et les cinéastes. Le couturier britannique John Galliano la décrit sommairement comme « bien coiffée, bien chaussée ». Le réalisateur Loïc Prigent, spécialiste de la mode, précise qu'« elle est une référence et un mystère », et tente de « définir la Parisienne » : « Leur look est sophistiqué, sans être apprêté ni coincé. elles mixent des pièces neuves et anciennes avec un goût unique, pour un résultat qui semble spontané… alors qu'elles passent parfois des heures à composer une tenue », mais également avec humour :

« La Parisienne stylée ne se laisse pas définir par un talon ou une chaussure, une teinte de cheveux ou de rouge à lèvres. […] La Parisienne [est] un style, un état d'esprit […], portant son sac Chanel avec une telle négligence […] La Parisienne aime la mode, elle râle souvent sur sa ville […] En gros, la Parisienne a tout pour être pénible, mais la facilité de faire passer tout cela pour de la désinvolture, […] un air négligé mais étudié pour n'avoir rien de négligé, […] Elle sait que la mode fonctionne par saison mais sa dégaine n'évolue que peu, fidèle à des classiques, faisant évoluer quelques éléments. »

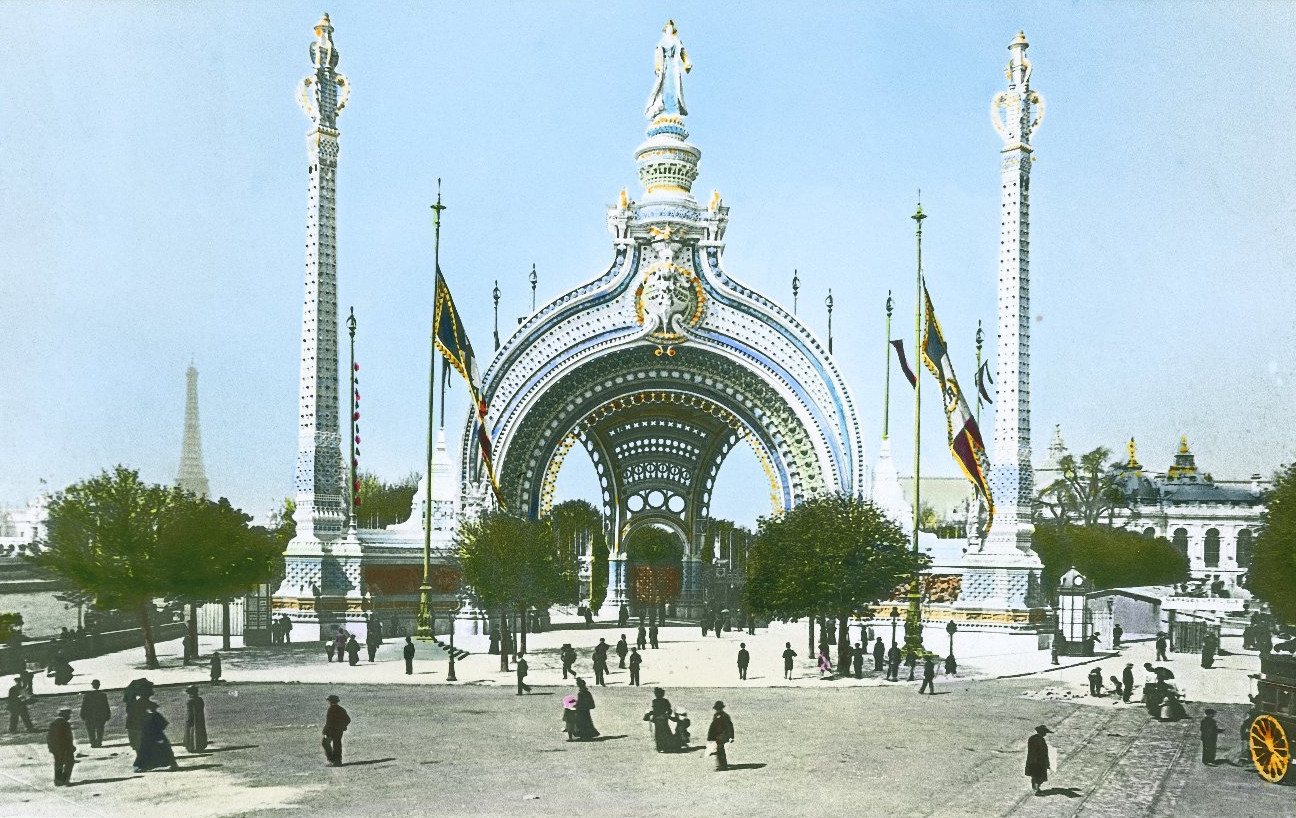
La statue de la Parisienne au sommet de l'entrée de l'Exposition universelle de 1900.

La Parisienne prend une identité plus confuse, et souvent plus scabreuse, sous le Second Empire et pendant la Belle Époque : la « cocotte » ou  la « cocodette » qui désigne une femme du monde délurée et peu farouche.
« La Parisienne » est aussi une sculpture installée au-dessus du guichet principal (au début du cours la Reine, à l'angle de la place de la Concorde) de l'exposition universelle de 1900, qui se tient à Paris. Préférée à la Marianne républicaine, elle est décrite par l'historien de l'art Dominique Lobstein comme « une jeune femme urbaine qui n'évoque que le présent ». La statue, réalisée par Paul Moreau-Vauthier, de 6,50 mètres de haut, s'est cassée lors du démontage de l'exposition et on ignore ce qu'elle est devenue, bien que le musée des arts décoratifs de Budapest conserve un certain nombre d'éléments de la porte monumentale sur laquelle elle était fixée. Dominique Lobstein ajoute enfin sur cette figure de la Parisienne, créée à un moment de grande prospérité pour la France : « Avec elle se construit une image promotionnelle de la Ville lumière, utilisée pour ses produits commerciaux. À commencer par ceux du luxe. C'est un mannequin »,. Mais l'origine de la Parisienne « date de Louis XIV, qui a fait construire des promenades dans tout Paris où les belles étaient regardées et se toisaient » précise Benoit Heilbrunn, professeur à l'IFM. Pourtant c'est bien au XIXe siècle qu'elle entre dans la mythologie de Paris, d'abord par les auteurs comme Arsène Houssaye, qui publie plusieurs nouvelles sous le titre Les Parisiennes ou Balzac, qui en fait un personnage de La Duchesse de Langeais et de La Fille aux yeux d'or. Au milieu du siècle, elle devient également le sujet de peintres français ou américains. La presse, comme Le Moniteur de la mode, s'empare alors du stéréotype.

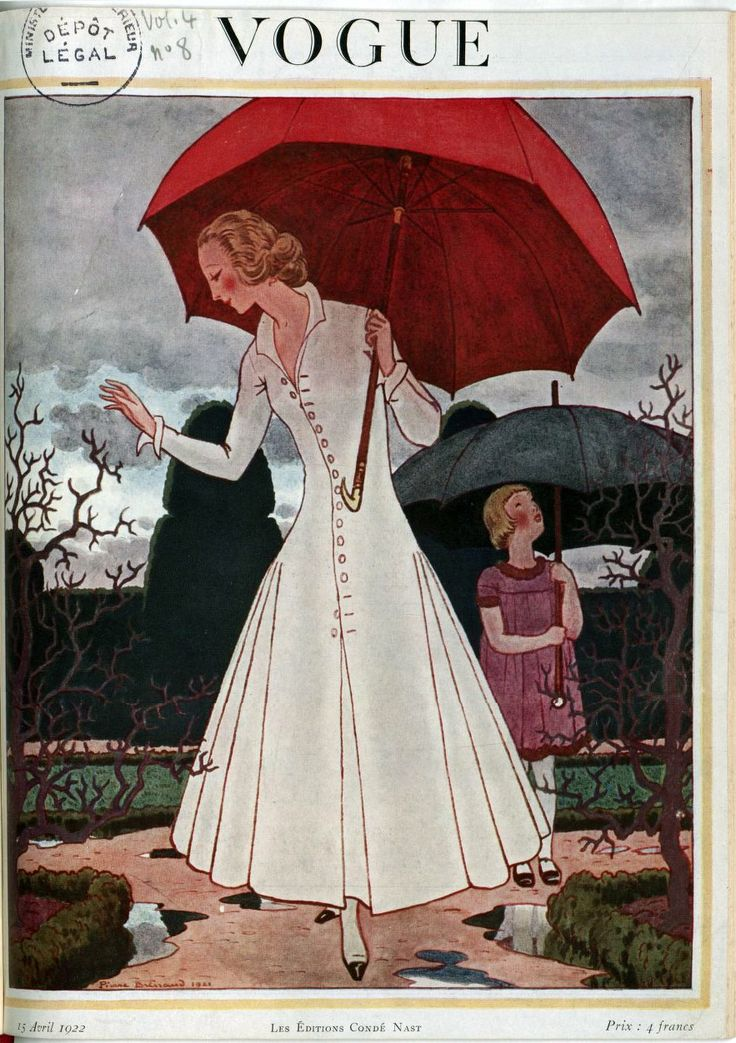
Une de Vogue (édition française, avril 1922).

Certains journalistes essayent de la décrire, déjà en 1922 dans l'édition américaine de Vogue qui leur consacre une chronique illustrée : « les haut faits et gestes de six Parisiennes, leurs goûts, leur bon goût, […] une jeune femme… dont la façon de s'habiller, le je ne sais quoi qui est en elle » ; ou huit décennies plus tard dans Madame Figaro :  « Elle régnait encore sur la dernière Fashion Week. Promenait sa silhouette à la fois élégante et nonchalante sur les défilés Céline, Carven, Cédric Charlier, pour ne citer qu'eux. Déconcertante de tenue et de sex-appeal, de réserve et d'émancipation, la Parisienne sait mixer classicisme et mode pure comme personne. Un chaud et froid qui, dans tous les pays, symbolise la quintessence de la féminité. » La Parisienne est une source d'inspiration pour les couturiers, dont Yves Saint Laurent était le plus notable représentant, ou les parfumeurs, jusqu'à devenir une « icône de la mode ». Au delà de l'inspiration, l'image de la Parisienne reste également une source d'influence sur le reste du monde occidental, maintenant la place de Paris comme capitale de la mode.
Le sujet donne lieu à plusieurs ouvrages tels How to Be Parisian Wherever You Are écrit par quatre Françaises et classé dans les dix meilleures ventes du New York Times ou Inès de la Fressange avec La Parisienne vendu à plus d'un million d'exemplaires dans le monde, ainsi que You're so French en 2012, vendu à plus de 120 000 exemplaires et traduit en quinze langues.

« La mode domine les provinciales, mais les Parisiennes dominent la mode. »

— Jean-Jacques Rousseau, Julie ou la Nouvelle Héloïse

### Représentation vivante
De nos jours, plusieurs personnalités personnifient « La Parisienne », comme Inès de La Fressange, mais également avant Bettina,, Jeanne Lanvin, définie comme « l'ultra-Parisienne », ou Catherine Deneuve plus récemment ainsi que Caroline de Maigret, avec « un côté à la fois parisien et intellectuel sans être mondaine » d'après Karl Lagerfeld. La Parisienne n'est pas nécessairement Française, ni blanche, comme le montrent les figures de Jane Birkin, de Loulou de la Falaise ou de Grace Jones. Virginie Mouzat affirme qu'« être parisienne, c’est définitivement une affaire de goût ».

« La Parisienne est une légende, donc, elle existe plus que les autres femmes, et ce pour l’éternité. »

— Amélie Nothomb, Vogue, août 2000